# Roberta Metsola
Roberta Metsola Tedesco Triccas (n. 18 ianuarie 1979, San Ġiljan, Eastern Region (Lvant)⁠(d), Malta) este un politician maltez care este președintele Parlamentului European, fiind aleasă pentru acest mandat la 18 ianuarie 2022. Metsola a fost aleasă pentru prima dată ca membru al Parlamentului European (MEP) în 2013 și reprezintă Malta. Ea a fost aleasă ca prim-vicepreședinte al Parlamentului European în noiembrie 2020. La moartea președintelui David Sassoli, la 11 ianuarie 2022, Metsola a devenit președintele interimar al Parlamentului European în așteptarea alegerii succesorului lui Sassoli. Ea a fost aleasă președinte al Parlamentului European la 18 ianuarie 2022.

## Educație și carieră
Metsola este avocat și s-a specializat în drept și politică europeană. Ea a fost atașata pentru cooperare juridică și judiciară a Maltei în cadrul Reprezentanței Permanente a Maltei pe lângă Uniunea Europeană. Din 2012 până în 2013 a avut calitatea de consilier juridic al lui Catherine Ashton, Înaltul Reprezentant al Uniunii pentru Afaceri Externe și Politica de Securitate. 

## Carieră politică
În anii studenției, Metsola a făcut parte din SDM (Studenti Demokristjani Maltin), KNZ (Consiliul Național al Tineretului) și MŻPN (Moviment Żgħażagħ Partit Nazzjonalista). Ea a fost aleasă ca secretar general al Studenților Democrați Europeni (EDS), ramura studențească a PPE, precum și pe posturilor din cadrul Forumului European al Tineretului (YJF). În 2002, a fost aleasă vicepreședinte al Convenției Tineretului privind Viitorul Europei, ceea ce a deschis calea pentru a fi implicată îndeaproape în negocierea și elaborarea Tratatului Constituțional European și, mai târziu, a Tratatului de la Lisabona. 
Metsola a fost activă în cadrul Partitului Național din Malta încă din tinerețe și s-a implicat în  campanie activă pentru un vot „Da” la referendumul de aderare la UE din 2003.  Ea a candidat din partea partidului naționalist din Malta la alegerile pentru Parlamentul European din 2004  și Parlamentul European din 2009.  Ea nu a fost aleasă în niciuna dintre aceste alegeri. 

### Membru al Parlamentului European, 2013 – prezent

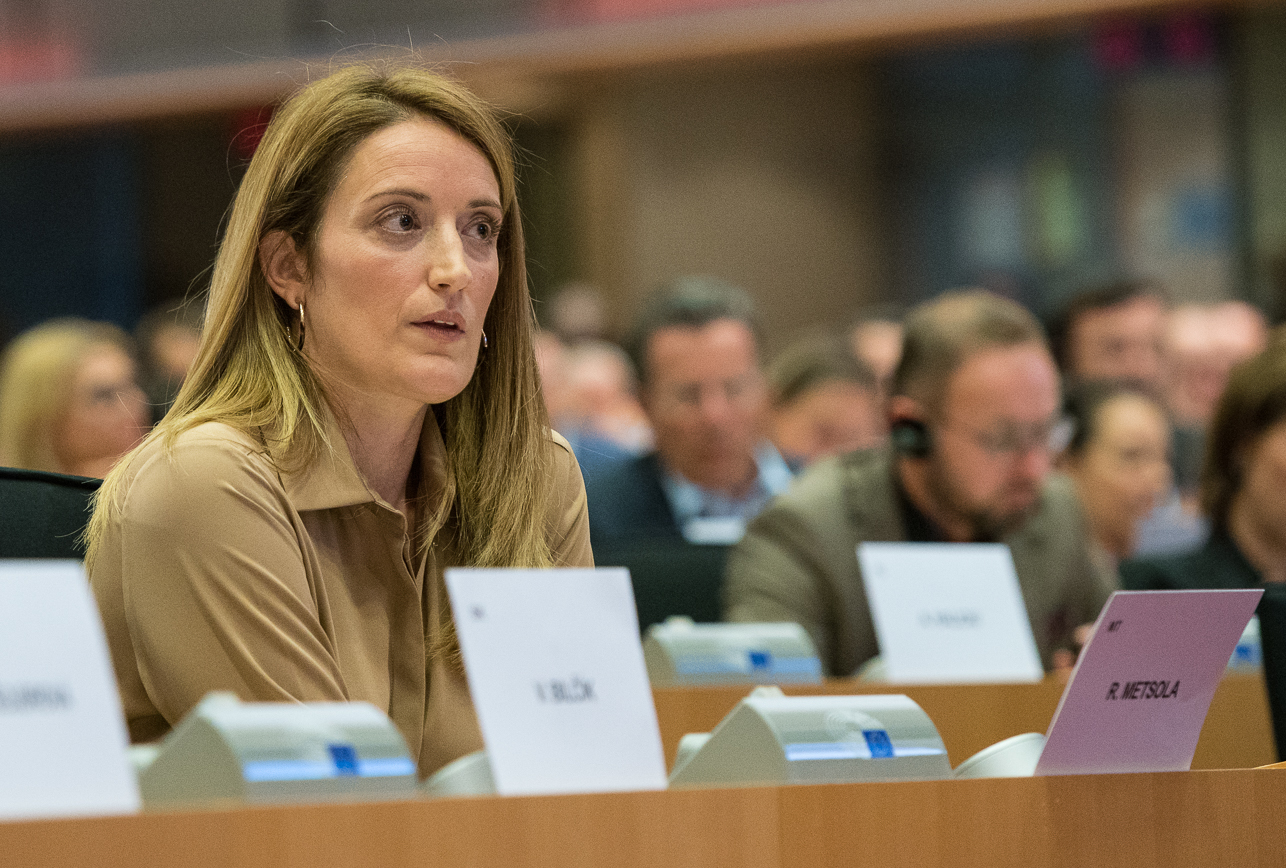
Metsola pune o întrebare în audierile din 2019 pentru Comisia Von der Leyen

După eliberarea locului de europarlamentar al lui Simon Busuttil, la 24 aprilie 2013, Metsola a contestat cu succes alegerile pentru ocuparea acelui loc, devenind una dintre primele femei deputate din Malta în Parlamentul European. În Parlament, ea este membră a Grupului Partidului Popular European (PPE).
După realegerea ei în Parlament pentru un mandat complet în 2014, Metsola a fost aleasă ca vicepreședinte al Comisiei pentru petiții (PETI) în iulie 2014. În plus, ea a fost membră a mai multor comisii și delegații, inclusiv Comisia pentru libertăți civile, justiție și afaceri interne (LIBE) și Delegația pentru relațiile cu Statele Unite. Din 2016 până în 2017, Metsola a făcut parte din Comisia de anchetă a Parlamentului privind spălarea banilor, evitarea impozitelor și evaziunea fiscală (PANA), care a investigat dezvăluirile din cazul Panama Papers și schemele de evitare a impozitelor. În cadrul LIBE, ea face parte din Grupul de monitorizare a statului de drept (ROLMG) din 2018.
Pe lângă sarcinile ei în comisie, Metsola s-a alăturat Intergrupului Parlamentului European pentru Drepturile Copilului.
În noiembrie 2020, Metsola a fost aleasă prim-vicepreședinte al Parlamentului European, în locul lui Mairead McGuinness, care a devenit comisar european. Ea este primul europarlamentar maltez care a devenit vicepreședinte.
În noiembrie 2021, Metsola a fost aleasă de PPE drept candidat pentru a-i urma lui David Sassoli ca președinte al Parlamentului European, la expirarea mandatului său de președinte în ianuarie 2022.  Sassoli fusese internat cu pneumonie în septembrie 2020 și în decembrie a anunțat că nu va solicita un al doilea mandat ca președinte. În urma spitalizării suplimentare, Sassoli a murit la 11 ianuarie 2022, o săptămână înainte ca Parlamentul să voteze succesorul său. La moartea lui Sassoli, Metsola a devenit președintele interimar al Parlamentului European.
Metsola a fost aleasă la 18 ianuarie 2022 Președinte al Parlamentului European, primind 458 de voturi din cele 690. Ea are mandat până la constituirea unui nou Parlament în urma alegerilor europene din 2024.

## Alte activități
- Centrul Wilfried Martens pentru Studii Europene, membru al Comitetului executiv[23]
- Prietenii Europei, Membru al Consiliului de Administrație (din 2020)[24]

## Poziții politice
În calitatea ei de membră a LIBE, Metsola a condus activitatea PPE privind „foaia de parcurs a UE împotriva homofobiei și discriminării pe motive de orientare sexuală și identitate de gen” fără caracter obligatoriu în 2014. Ea a fost coautora a unui raport privind criza migranților europeni din 2016, menit să stabilească o „abordare legislativă obligatorie și obligatorie” cu privire la relocare și noi acorduri de „reprimire” la nivelul UE, care ar trebui să aibă prioritate față de cele bilaterale între UE și țările non-europene.
Metsola a votat constant pentru rezoluții pro-viață.

## Controverse
În octombrie 2020, Metsola a propus amendamente la o rezoluție a LIBE privind Bulgaria, care a stârnit controverse.  Ea a insistat că documentul include informații despre protestele din Bulgaria care sunt finanțate de un șef de jocuri de noroc, cu 18 acuzații ridicate împotriva lui. După ce sute de protestatari au contactat-o pe rețelele de socializare și a fost amenințată cu un proces pentru calomnie și răspândirea „știrilor false”, Metsola a blocat accesul la rețelele de socializare din Bulgaria  și a retras amendamentul propus. 

## Viața personală
Roberta Metsola s-a născut în Saint Julian, Malta și a crescut în Gzira.
Roberta și soțul ei finlandez Ukko Metsola (Partidul Coaliției Naționale) au candidat ambii la alegerile pentru Parlamentul European din 2009, devenind primul cuplu căsătorit care a candidat la aceleași alegeri pentru Parlamentul European din două state membre diferite. S-au cunoscut pentru prima dată în 1999 și s-au căsătorit în octombrie 2005. Împreună, au patru fii.

## Legături externe
Materiale media legate de Roberta Metsola la Wikimedia Commons
- Parlamentul European - Deputați europeni  - Roberta Metsola